# Greatest Hits (Cat-Stevens-Album)
Greatest Hits ist das siebte Kompilationsalbum des britischen Singer-Songwriters Cat Stevens.

## Entstehung und Veröffentlichung
Die Erstveröffentlichung von Greatest Hits erfolgte am 20. Juni 1975 bei den Musiklabels A&M Records und Island Records. Das Album erschien in seiner Originalausführung als CD mit zwölf Titeln (Katalognummer: Island 89 091 XOT). 1983 erschien es erstmals als CD-Ausführung (Katalognummer: A&M CD-4519).
Geschrieben wurden alle Lieder von Cat Stevens selbst, zumeist auch alleine. Lediglich das Stück Another Saturday Night stammt nicht von ihm, dies ist eine Coverversion des Originals von Sam Cooke. Unterstützung beim Schreibprozess erhielt er nur bei dem Lied Morning Has Broken beziehungsweise war dies im Original von Eleanor Farjeon im Jahr 1931 geschrieben und von Stevens für seine Interpretationen abgewandelt worden. Für den größten Teil der Produktion zeichnete Paul Samwell-Smith verantwortlich, der zehn der zwölf Titel produzierte. Die Titel Another Saturday Night und Two Fine People entstammen der Produktion von Stevens. Die Lieder Oh Very Young und Ready wurden von beiden zusammen produziert.

## Titelliste
1. Wild World – 3:22
2. Oh Very Young – 2:34
3. Can't Keep It In – 2:59
4. Hard Headed Woman – 3:49
5. Moonshadow – 2:49
6. Two Fine People – 3:33
7. Peace Train – 4:13
8. Ready – 3:16
9. Father and Son – 3:41
10. Sitting – 3:13
11. Morning Has Broken – 3:18
12. Another Saturday Night – 2:29

## Kommerzieller Erfolg

### Chartplatzierungen
| ChartsChartplatzierungen       | Höchstplatzierung | Wochen |
| ------------------------------ | ----------------- | ------ |
| Deutschland (GfK)              | 6 (100 Wo.)       | 100    |
| Vereinigte Staaten (Billboard) | 6 (47 Wo.)        | 47     |
| Vereinigtes Königreich (OCC)   | 2 (24 Wo.)        | 24     |

| ChartsJahrescharts (1976) | Platzierung |
| ------------------------- | ----------- |
| Deutschland (GfK)         | 7           |

| ChartsJahrescharts (1977) | Platzierung |
| ------------------------- | ----------- |
| Deutschland (GfK)         | 17          |

### Auszeichnungen für Musikverkäufe
1992 wurde das Album in Deutschland mit einer zweifachen Platin-Schallplatte für über eine Million verkaufter Einheiten ausgezeichnet. Die Kompilation gehört damit zu den meistverkauften Musikalben in Deutschland seit 1975.
| Land/Region                  | Auszeichnungen für Musikverkäufe (Land/Region, Auszeichnung, Verkäufe) | Verkäufe  |
| ---------------------------- | ---------------------------------------------------------------------- | --------- |
| Deutschland (BVMI)           | 2× Platin                                                              | 1.000.000 |
| Kanada (MC)                  | Platin                                                                 | 100.000   |
| Neuseeland (RMNZ)            | Platin                                                                 | 20.000    |
| Österreich (IFPI)            | Gold                                                                   | 25.000    |
| Vereinigte Staaten (RIAA)    | 4× Platin                                                              | 4.000.000 |
| Vereinigtes Königreich (BPI) | Gold                                                                   | 100.000   |
| Insgesamt                    | 2× Gold · 8× Platin ·                                                  | 5.254.500 |

Hauptartikel: Cat Stevens/Auszeichnungen für Musikverkäufe